# Expedição 53
Expedição 53 foi a 53° expedição à Estação Espacial Internacional, realizada entre 2 de setembro e 14 de dezembro de 2017. Ela teve início com a desacoplagem da Soyuz MS-04 e contou com três norte-americanos, dois russos e um italiano. Três tripulantes já se encontravam a bordo, levados pela Soyuz MS-05 e ela se completou em 13 de setembro com a chegada de mais três na Soyuz MS-06. Encerrou-se com a desacoplagem da MS-05 em 14 de dezembro.

## Tripulação
| Posição             | Primeira parte (Setembro de 2017) | Segunda parte (Setembro até dezembro de 2017) |
| ------------------- | --------------------------------- | --------------------------------------------- |
| Comandante          | Randolph Bresnik                  | Randolph Bresnik                              |
| Engenheiro de voo 1 | Sergei Ryazansky                  | Sergei Ryazansky                              |
| Engenheiro de voo 2 | Paolo Nespoli                     | Paolo Nespoli                                 |
| Engenheiro de voo 3 |                                   | Aleksandr Misurkin                            |
| Engenheiro de voo 4 |                                   | Mark Vande Hei                                |
| Engenheiro de voo 5 |                                   | Joseph Acaba                                  |

## Insígnia
A Estação Espacial Internacional é a nossa plataforma para o futuro da exploração humana do espaço. Coletivamente nosso mundo nosso mundo está à beira de incríveis empreendimentos como espécie espacial. A bordo da estação espacial, continuamos a desenvolver as tecnologias vitais para a sustentação e a longevidade dos seres humanos nas duras realidades de viver sem gravidade ou sem a proteção de nossa atmosfera. Estas tecnologias auto-sustentadas ou regenerativas continuamente desenvolvidas a bordo da estação espacial, não só melhoram a vida na Terra, como são essenciais para a existência dos seres humanos além da órbita terrestre baixa (OTB). A estação espacial é o eixo para esta próxima grande fase de desenvolvimento e é fundamental na expansão do uso do espaço, não apenas como um laboratório científico de classe mundial, mas também como um destino para os veículos espaciais da próxima geração. Esta jornada além da LEO é retratada na insígnia da Expedição 53, pois nos esforçaremos para realizar o trabalho que permite que futuras missões explorem ainda mais nosso sistema solar. Esta jornada só será realizada como uma equipe internacional, representada pela nossa equipe multinacional, bem como pelos muitos países representados no mundo. A miríade de estrelas representa o número incontável de pessoas apaixonadas e extremamente dedicadas que se esforçam em todo o planeta diariamente para tornar a estação espacial o incrível veículo que é, além de nos preparar para os próximos grandes avanços na exploração espacial. A insígnia foi criada pelos desenhistas Tim Gagnon e Jorge Cartes.

## Missão
Entre as inúmeras experiências científicas realizadas durante a missão, as mais significativas foram o estudo de partículas cósmicas, a demonstração dos benefícios do manufaturamento de filamentos de fibra ótica na microgravidade, a investigação de novas terapias para melhorar a atrofia muscular e a exploração das possibilidades de uma nova droga para acelerar a recuperação de ossos. Durante a expedição, três caminhadas espaciais foram realizadas num total conjunto de 20 horas. Participaram delas os astronautas Acaba, Vande Hei e Bresnick, que entre outras atividades realizaram reparos e lubrificação no braço robótico Canadarm2, trocaram câmeras externas e fusíveis estragados e instalaram barras para segurar no radiador. Também durante a expedição, duas naves não-tripuladas acoplaram na ISS, Progress MS-07 e Cygnus CRS OA-8E, trazendo mantimentos e equipamento de logística e mini cubosatélites para a ISS. Um dos pontos altos da missão aconteceu em 26 de outubro, quando o Papa Francisco, do Vaticano, conversou diretamente em som e imagem com os astronautas na ISS sobre questões da Humanidade e seu lugar no Universo, com o astronauta italiano Paolo Nespoli servindo de intérprete.

## Galeria

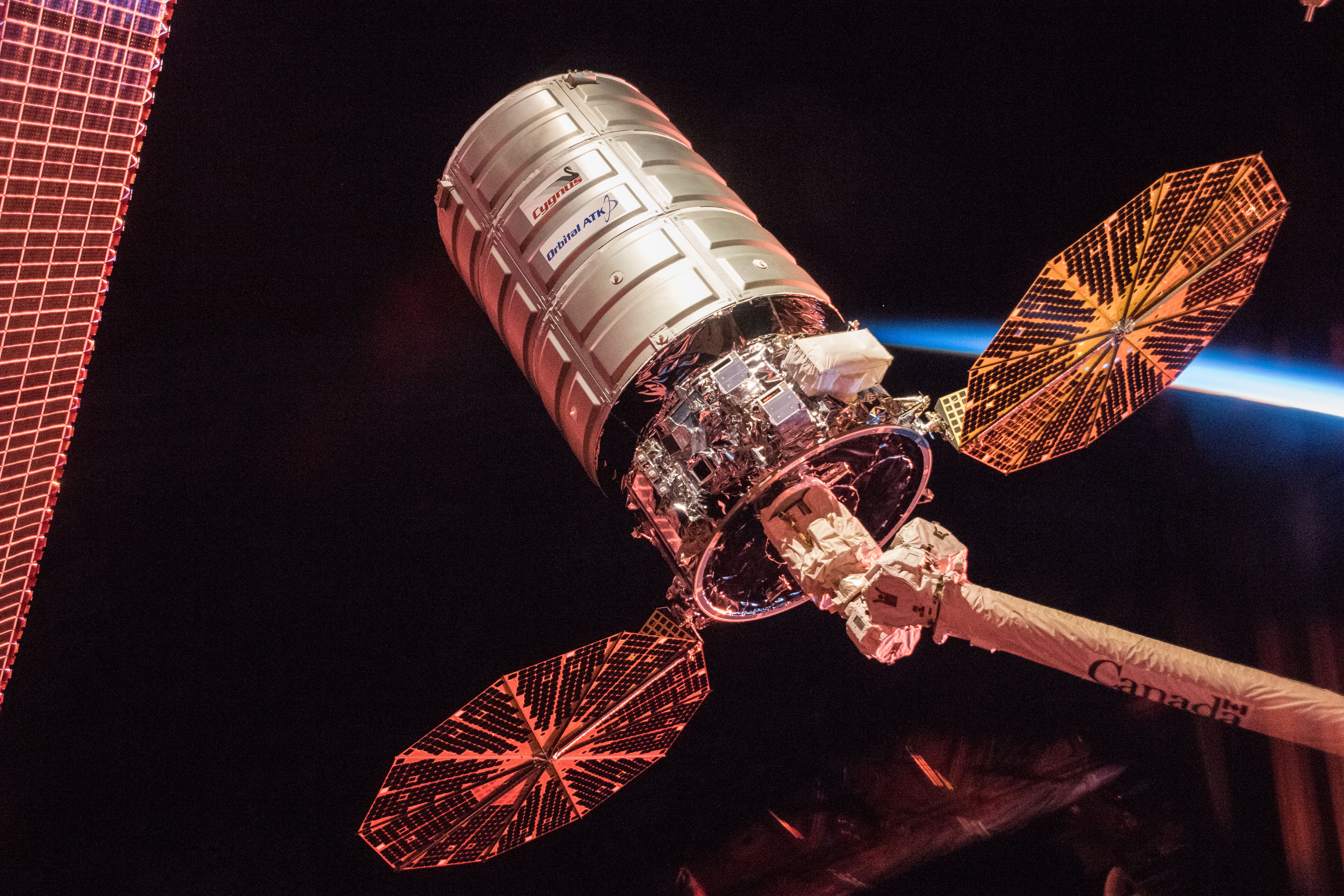
Nave não tripulada Cygnus acoplada durante a expedição.
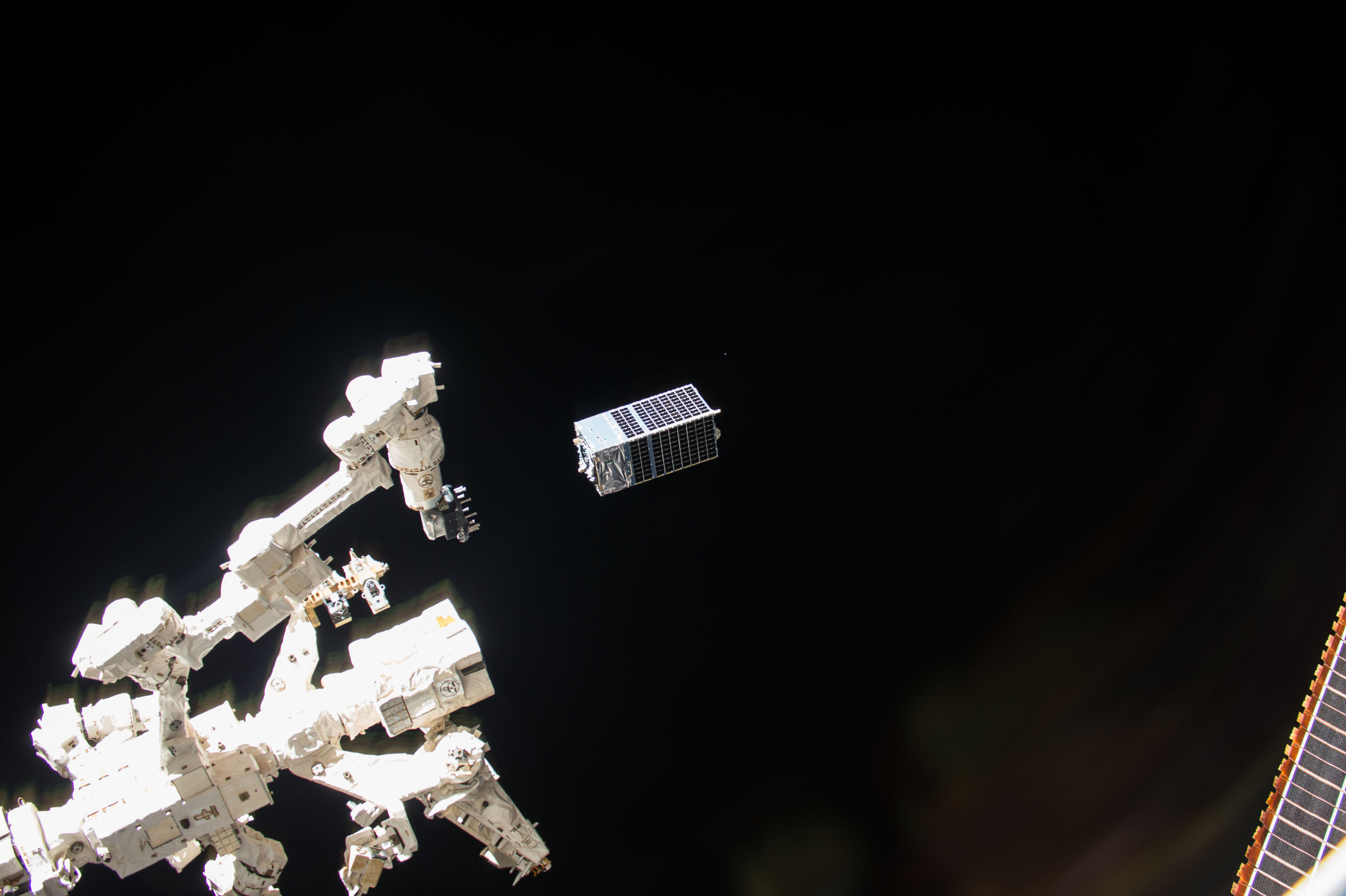
Cubo nanosatélite sendo lançado em órbita.
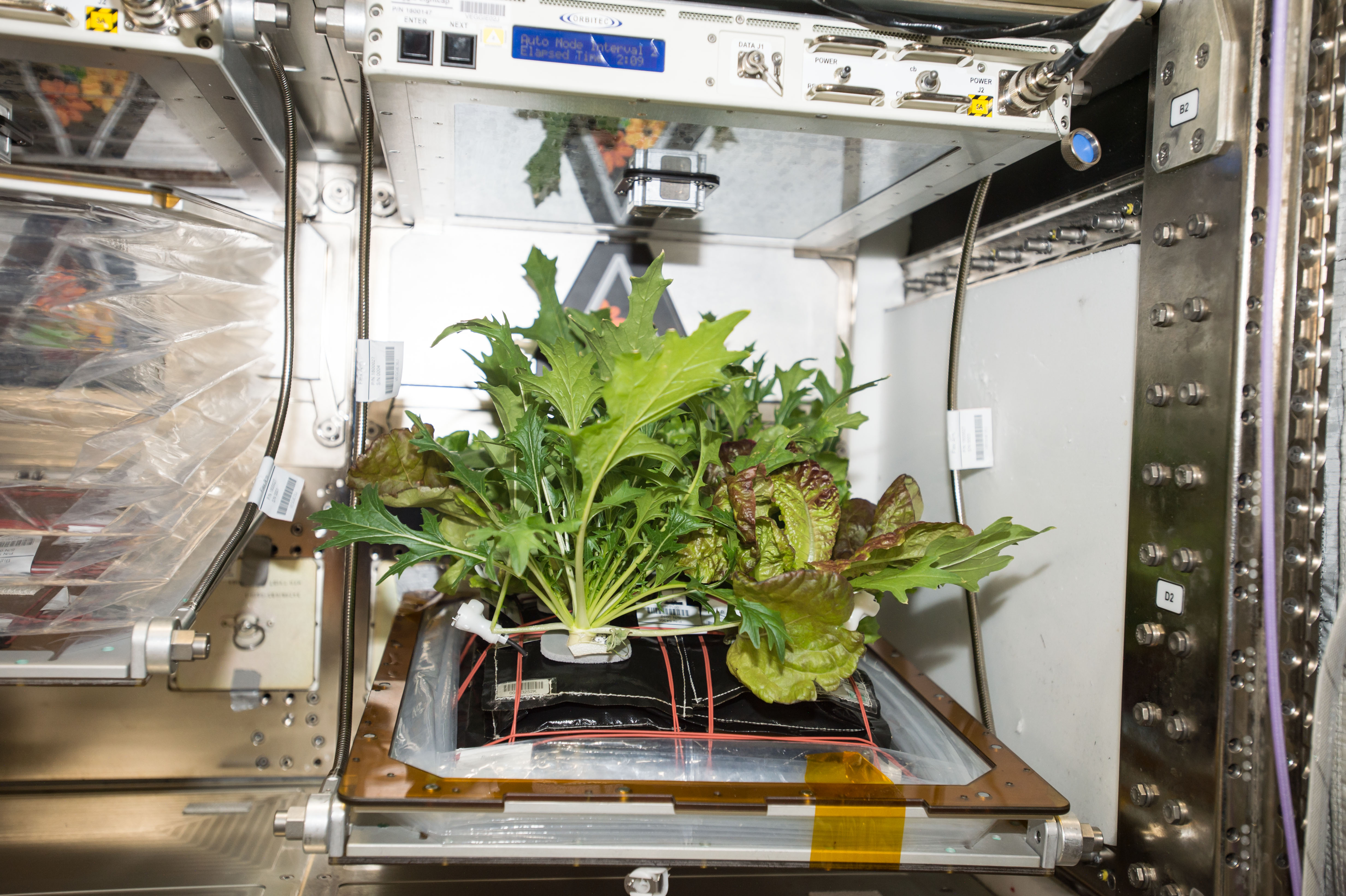
Plantas crescendo na microgravidade.
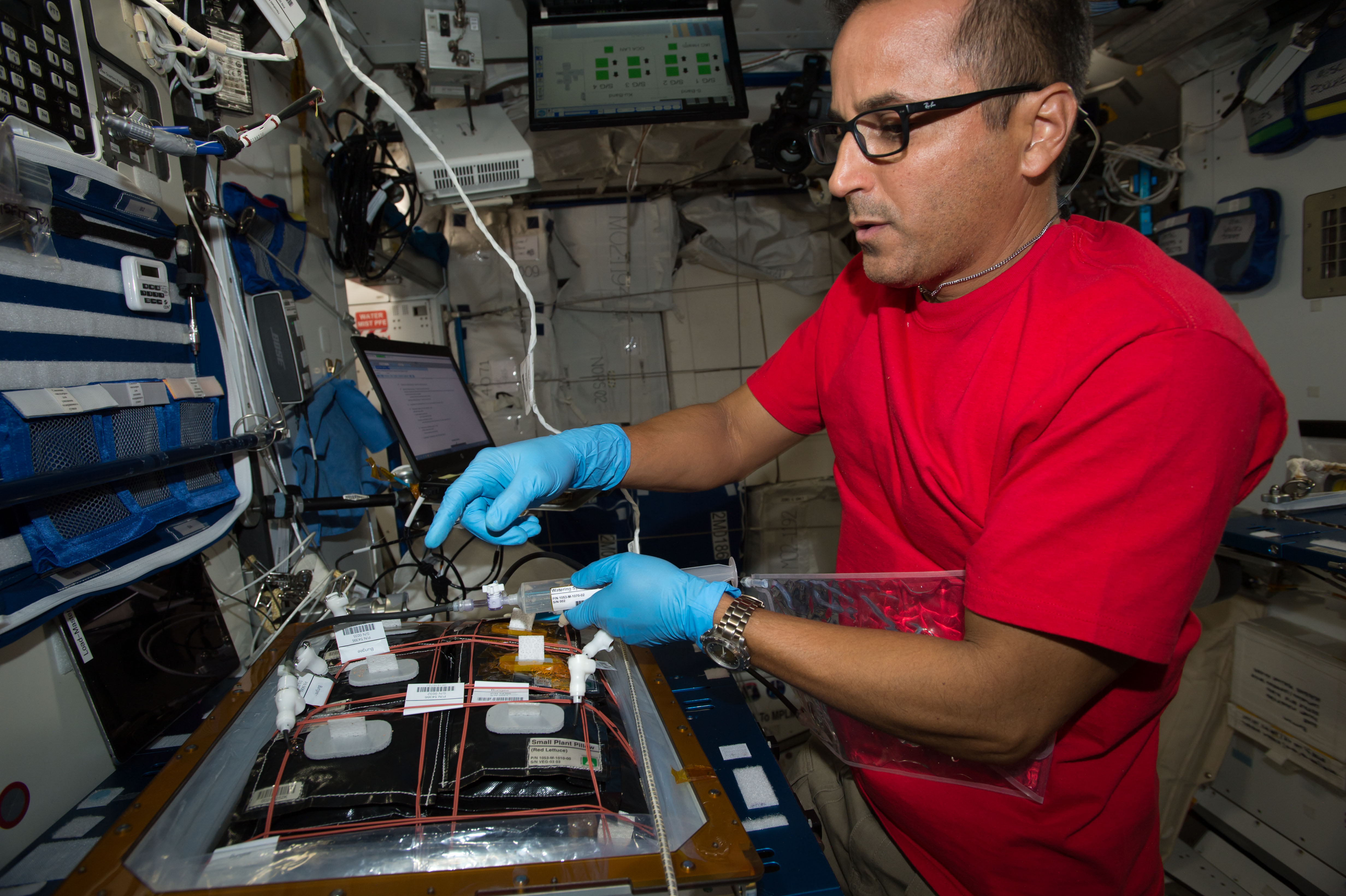
Joe Acaba fazendo experiência sobre o crescimento de sementes no espaço.
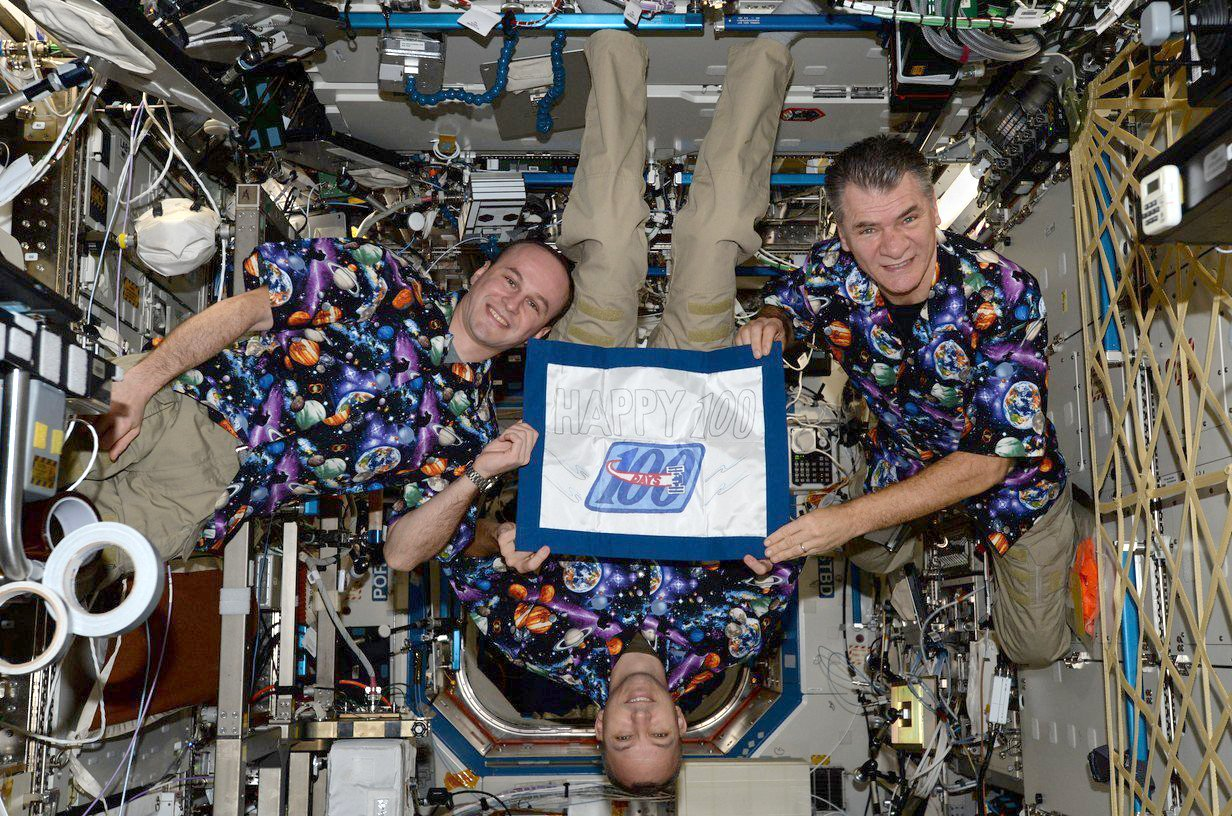
Tripulação celebrando 100 dias em órbita.
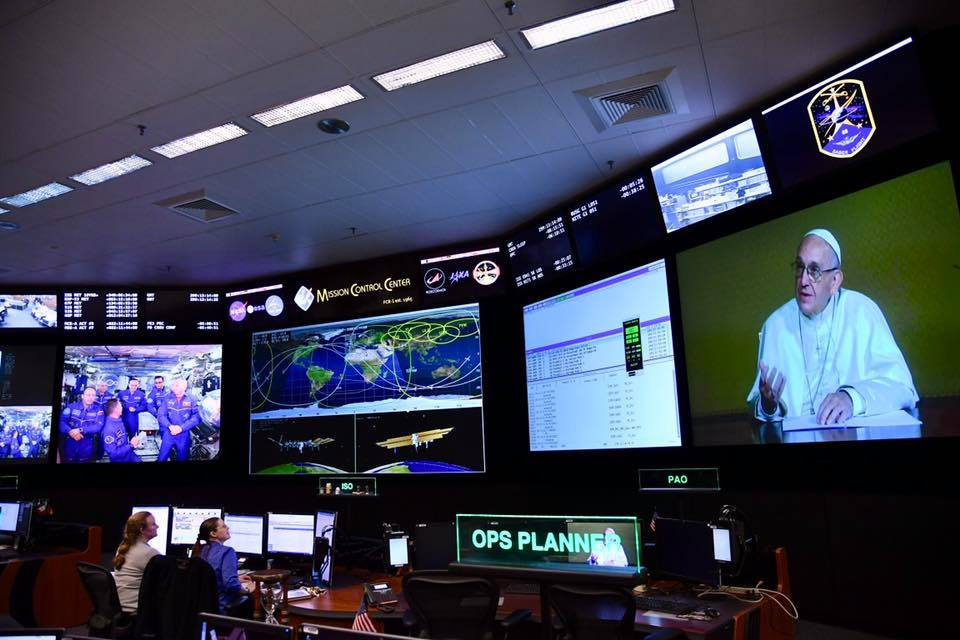
Papa Francisco e a tripulação conversam assistidos desde o Centro de Controle da Missão em Houston.